# Biologisches Reservat Monteverde
Das Biologische Reservat Monteverde (Reserva Biológica Bosque Nuboso Monteverde) ist ein Schutzgebiet in Costa Rica. Es handelt sich um ein etwa 10.500 Hektar großes Gebiet mit immergrünen tropischen Wolkenwäldern. Das Reservat liegt in der Region Monteverde und befindet sich im bergigen Nordwesten Costa Ricas, knapp zweieinhalb Autostunden von der Hauptstadt San José entfernt. Die Region ist vor allem für die artenreichen Nebelwälder bekannt. Die meisten Touristen wählen als Ausgangspunkt für ihre Touren den kleinen Ort Santa Elena oder die Quäkersiedlung Monteverde.

## Geschichte
Ein Großteil des heutigen Reservats wurde ursprünglich von einer Gruppe von US-amerikanischen Quäkern erworben, die dort 1951 eingewandert waren. Sie wollten sich hier niederlassen, um so eine Teilnahme am Koreakrieg zu vermeiden, da sie gemäß ihren Glaubensgrundsätzen jeden Kriegsdienst ablehnen. Ab 1972 wurden Teile des Gebietes durch illegale Siedler gefährdet. Vor diesem Hintergrund schlossen sich George Powell, ein lokaler Wissenschaftler, und Teile der Quäker-Gemeinde sowie Umweltorganisationen zusammen und erwarben ein 328 Hektar großes Gebiet. Das so erworbene Land wurde unter die Verwaltung des Centro Científíco Tropical (Tropenwissenschaftliches Zentrum) gestellt. Durch Spenden und weiteres Zuführen von Land der Quäker-Gemeinde konnte das Reservat kontinuierlich erweitert werden. Im Jahr 1989 erreichte das Gebiet seine heutige Größe von rund 5.000 Hektar.

## Charakteristika
Das Reservat liegt an den Hängen eines Gebirgszugs im Zentrum von Costa Rica. Es umfasst mehrere unterschiedliche Lebensräume. Dominiert wird es vom Wolkenwald.

### Flora
Rund 3.000 der 9.000 in Costa Rica beheimateten Pflanzenarten findet man im Schutzgebiet von Monteverde. Darunter sind alleine 755 verschiedene Baumarten. Die Bäume und andere Pflanzen sind in großen Teilen von Epiphyten bewachsen. Mit 29 Prozent der Pflanzenarten zählen die Epiphyten, Aufsitzerpflanzen, zu den artenreichsten in dem Reservat. Außerdem beheimatet das Gebiet über 500 Orchideenarten, von denen 34 bis zu ihrer Entdeckung in dem Reservat unbekannt waren. 10 Prozent der Pflanzenarten finden sich ausschließlich in diesem Gebiet, z. B. der Podocarpus Monteverdeensis, ein Nadelbaum.

### Fauna
Im Reservat leben 169 Amphibien- und Reptilienarten. Zu den 60 Amphibienarten gehören der Schleichenlurch, Froschlurch und Schwanzlurch. Unter den Reptilienarten finden sich zahlreiche Eidechsen- und Schlangenarten. Daneben sind auch viele Säugetiere und Vogelarten in dem Gebiet heimisch. So finden sich neben Fledermäusen, u. a. auch Affen, Tapire, Nabelschweine, Katzenarten und Agutis unter den Bewohnern. Das Reservat bietet zudem Vogelarten wie dem Quetzal und dem Dreilappenkotinga Lebensraum. Außerdem kann man hier Arten wie den Laucharassari, den Elfenbeinsittich, den Veilchenkolibri und den Urutau-Tagschläfer beobachten. Das Schutzgebiet liegt außerdem auf einer wesentlichen Zugstrecke, weshalb dort zu Zeiten des Vogelzuges zahlreiche Arten beobachtet werden können, die ihr Brutareal in Nordamerika haben. So sieht man hier beispielsweise den Breitflügelbussard, Vireos und Waldsänger. Im Reservat beheimatet sind auch Tangaren und Organisten.
Das Reservat wurde unter anderem bekannt durch das weltweit einzige Vorkommen der Goldkröte. Diese nur in Monteverde lebende Krötenart starb jedoch 1989 aus ungeklärten Gründen aus.

## Galerie

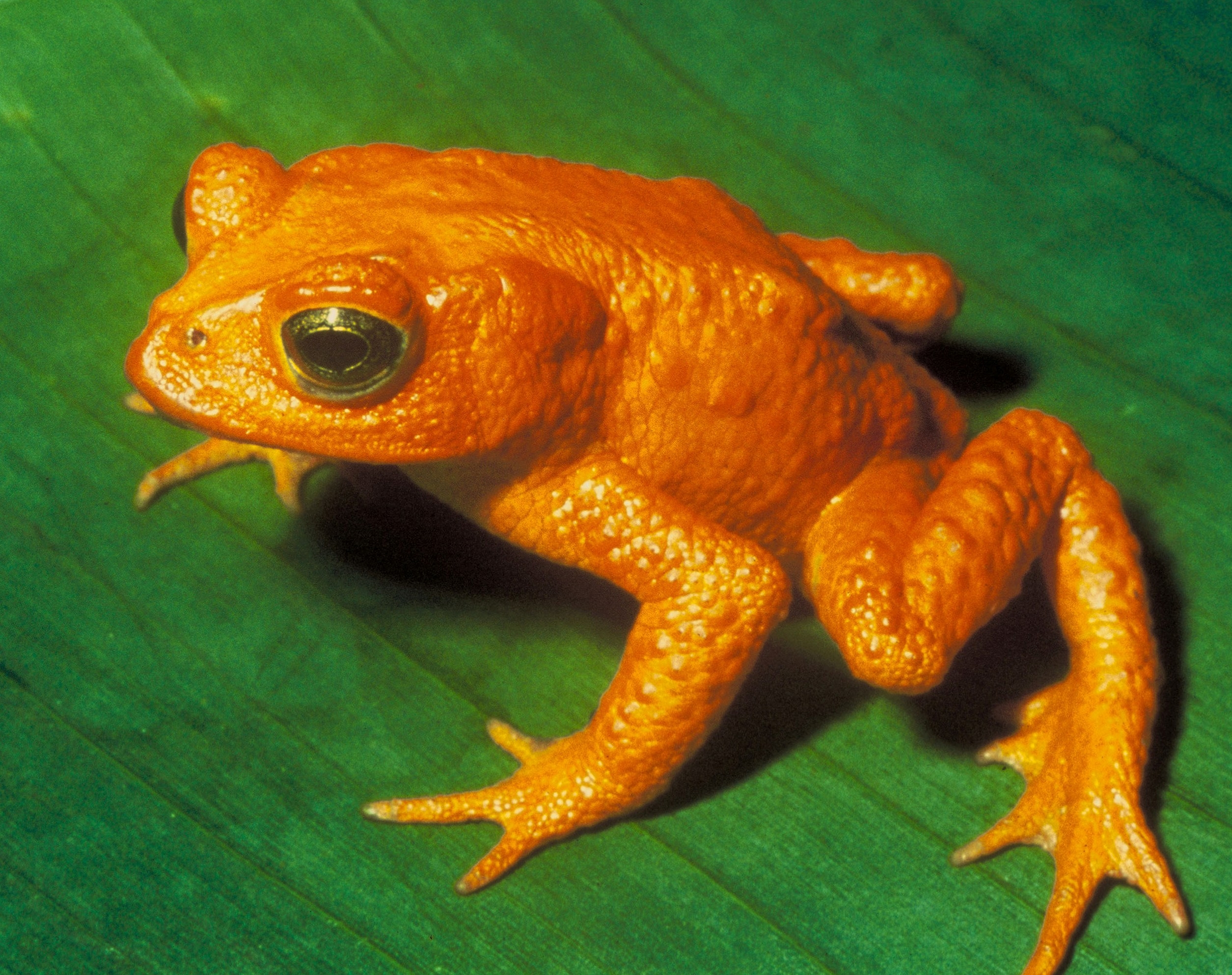
Goldkröte Monteverdes
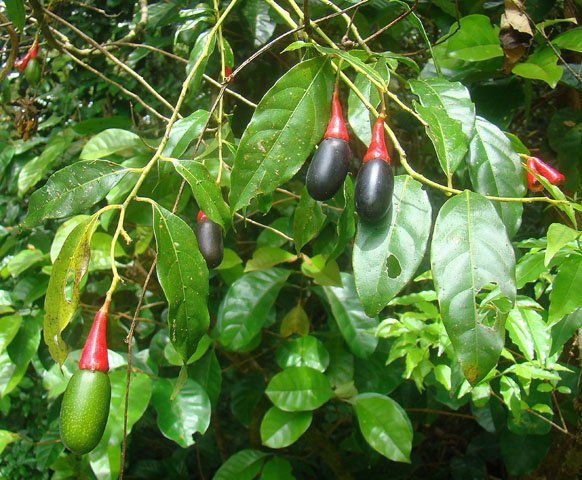
Avocadoartige Aguacatillo-Frucht
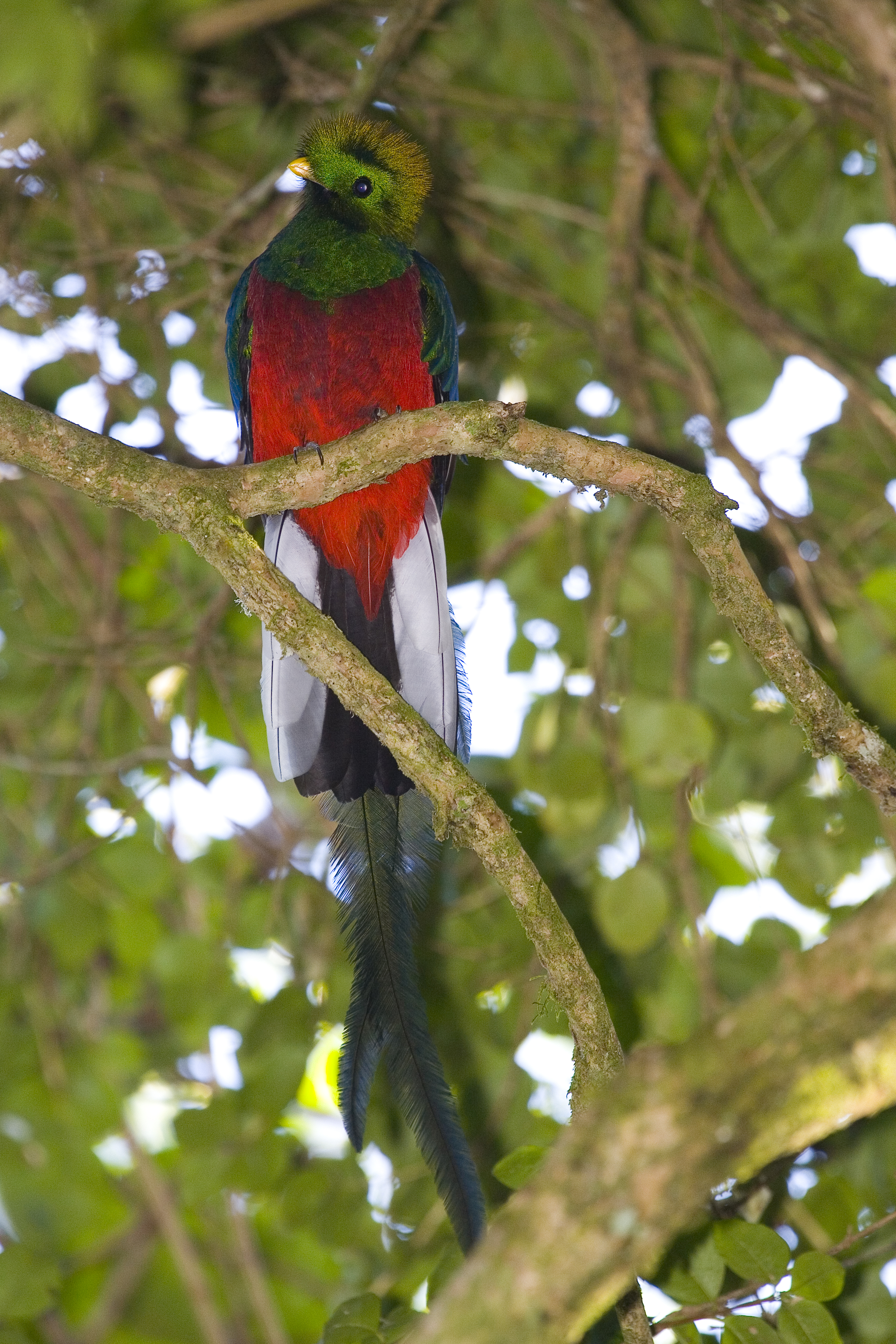
Quetzal, eine der in Monteverde lebenden Vogelarten
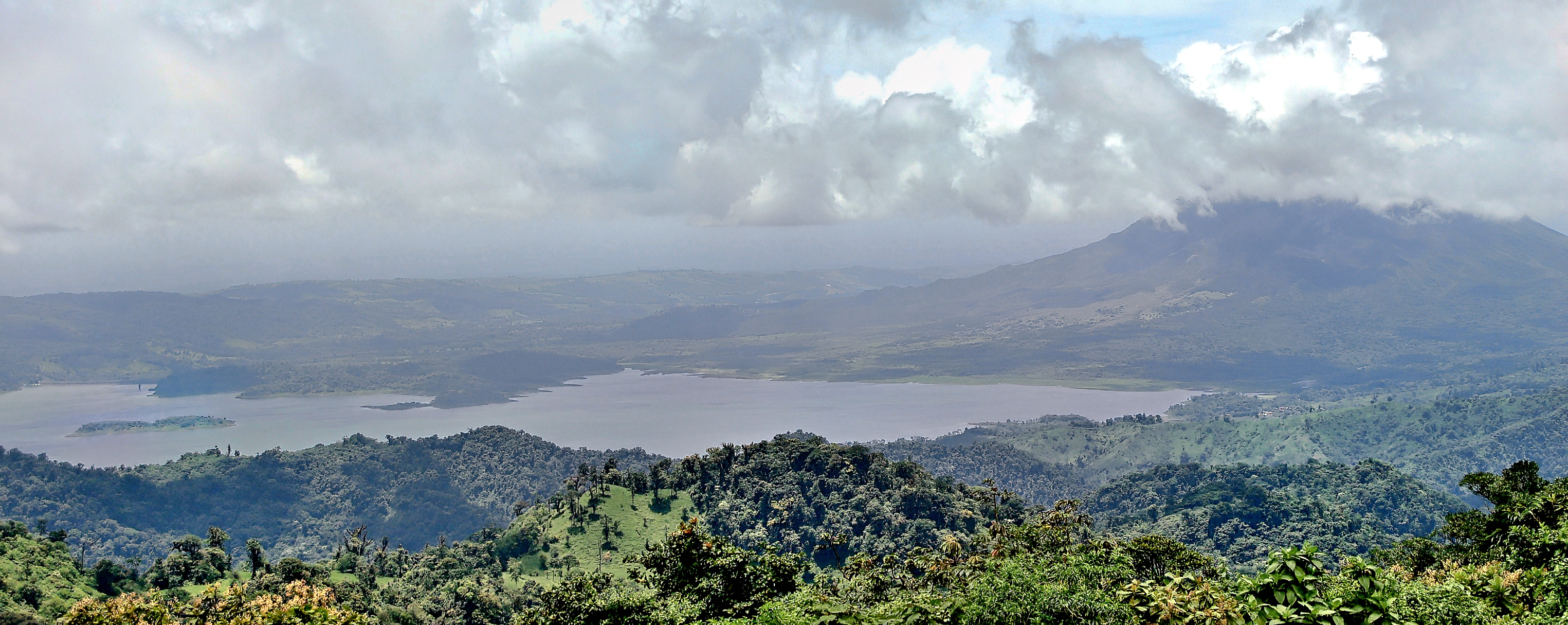
Blick von Monteverde auf den Arenal
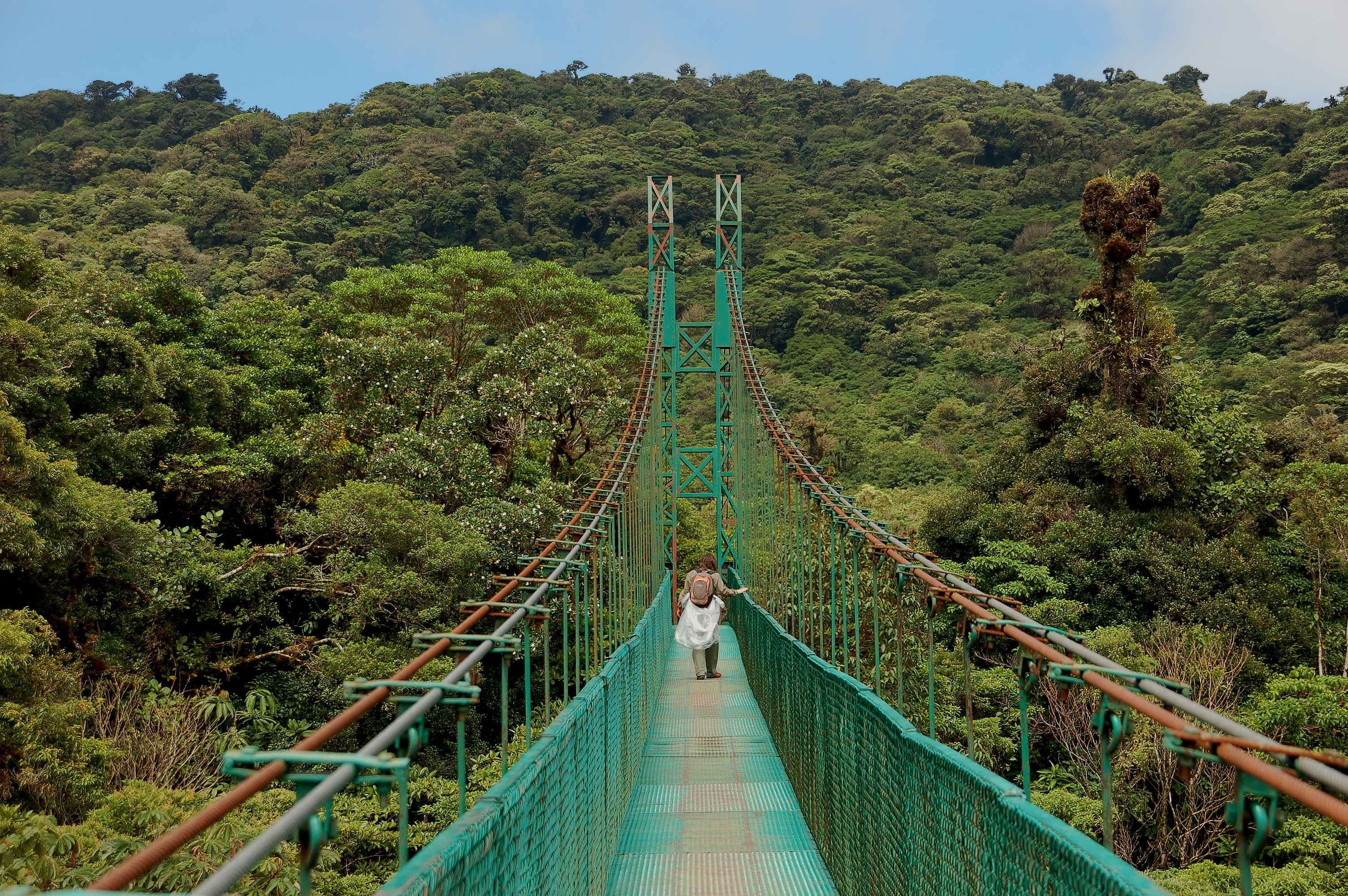
Hanging Bridges in Monteverde
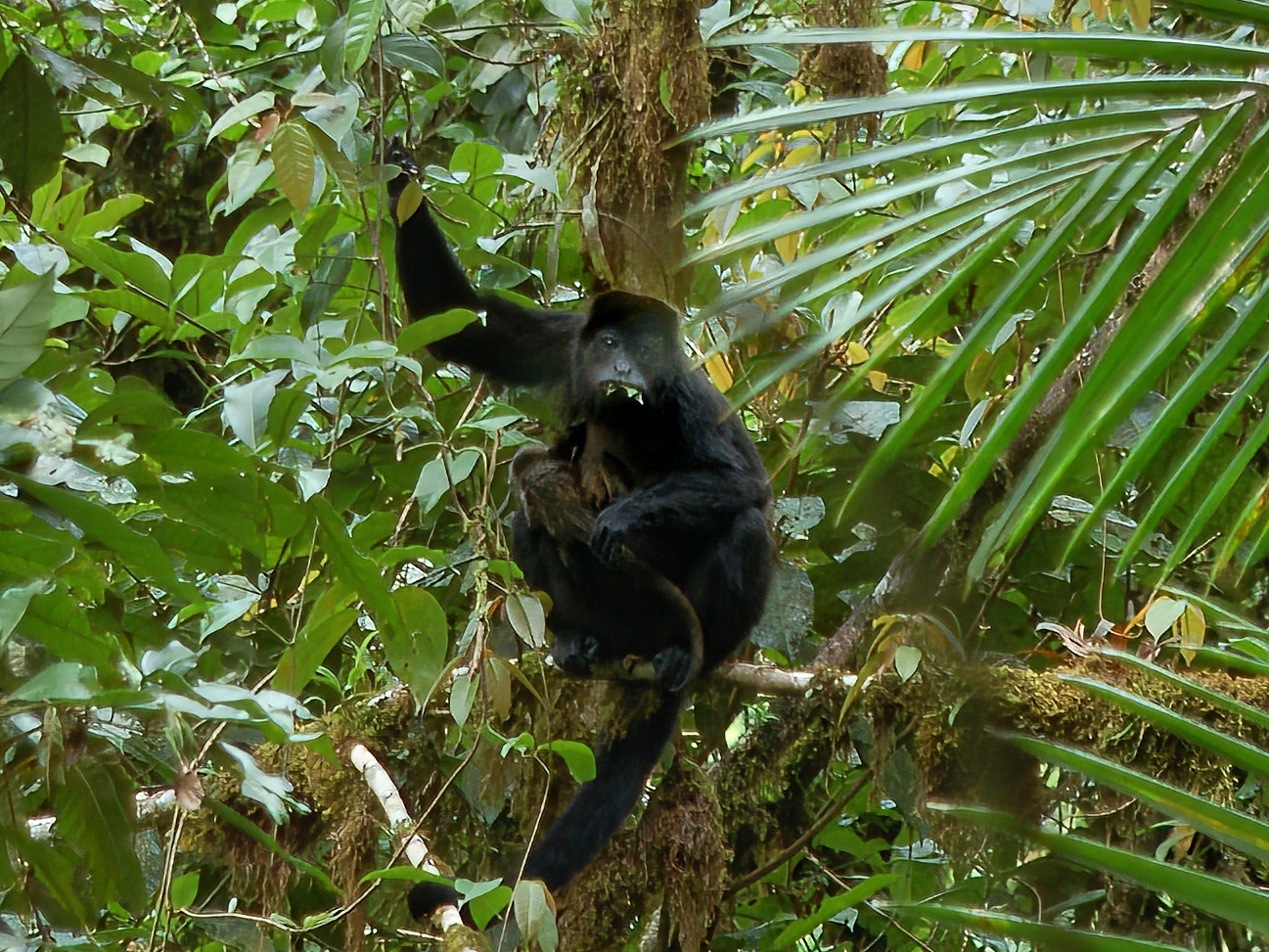
Brüllaffe mit Jungtier in Monteverde